# Rincon (Geórgia)
Rincon é uma cidade localizada no estado americano de Geórgia, no Condado de Effingham.

## Demografia
Segundo o censo americano de 2000, a sua população era de 4376 habitantes.
Em 2006, foi estimada uma população de 6922, um aumento de 2546 (58.2%).

## Geografia
De acordo com o United States Census Bureau tem uma área de 17,4 km², dos quais 17,4 km² cobertos por terra e 0,0 km² cobertos por água. Rincon localiza-se a aproximadamente 20 m acima do nível do mar.

## Localidades na vizinhança
O diagrama seguinte representa as localidades num raio de 24 km ao redor de Rincon.